# Sven Barthel

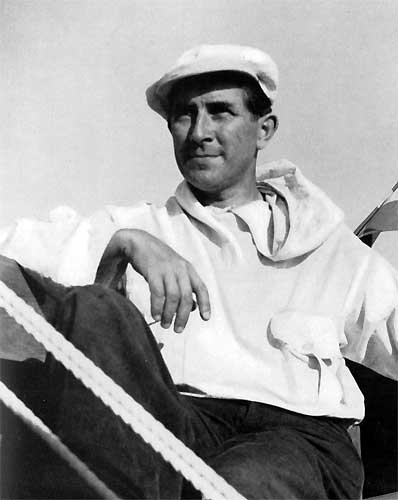
Sven Barthel en 1960

Sven Kristian Barthel (Botkyrka, 8 de septiembre de 1903-Estocolmo, 30 de septiembre de 1991)  fue un escritor, crítico literario, traductor y periodista sueco. Estaba casado con la escritora Viveka Starfeldt.